# Zamarada platycephala
Zamarada platycephala là một loài bướm đêm trong họ Geometridae.